# Босконе Кузани (Пјаченца)
Босконе Кузани је насеље у Италији у округу Пјаченца, региону Емилија-Ромања.
Према процени из 2011. у насељу је живело 183 становника. Насеље се налази на надморској висини од 52 м.